# فيلي كولسن
فيلي كولسن (بالإنجليزية: Willie Coulson)‏ هو لاعب كرة قدم بريطاني، ولد في 14 يناير 1951 في Benwell ‏ في المملكة المتحدة. لعب مع دارلينجتون إف سى ونادي ألدرشوت ونادي ساوثيند يونايتد ونيوكاسل يونايتد وهدرسفيلد تاون.